# فیات ۲۴۲
فیات ۲۴۲ (Fiat 242) خودرویی است که در سال‌های ۱۹۷۴ تا ۱۹۸۷تولید شده‌است.
این خودرو در کلاس ون قرار گرفته، طراحی آن خودروهای موتور جلو-محور جلو بوده‌است.